# D'Ocon Films
D'Ocon Films és una productora audiovisual catalana especialitzada en sèries infantils i juvenils, creada l'any 1991 per Antoni D'Ocon. Moltes de les sèries s'han pogut veure per Televisió de Catalunya i Televisió Espanyola, però també destaquen produccions internacionals.
El 2011 va iniciar la seva liquidació, al no superar el concurs de creditors voluntari que va presentar al maig de 2009.

## Llista de sèries d'animació
- Els Lacets
- Lua
- Frog
- Kumba Parc
- Rovelló[2]
- Kong
- Conspiració Roswell
- Sky Surfer
- Starla i les amazones de les joies
- Carpetown Cops
- Ubos
- L'última reserva
- Capità fracasse
- Aprenentes de bruixa
- Engima
- Pocket Dragons
- Spirou
- Els Herlufs
- Les aventures del Pare Noel
- Mumfie
- Fix i Foxie
- Mites i Llegendes
- Aquest noi és un dimoni
- Sylvan[1]
- Chip i Charly
- Bojos pel Bàsquet
- Delfy i els seus amics[1]
- Els Fruittis[1]
- Els Aurons
- El màgic món del màgic Bruffi